# Central European Summer Time
| Azzurro | Western European Time (UTC+0)                                      |
| Blu     | Western European Time (UTC+0) Western European Summer Time (UTC+1) |
| Rosso   | Central European Time (UTC+1) Central European Summer Time (UTC+2) |
| Giallo  | Ora di Kaliningrad (UTC+2).                                        |
| Ocra    | Eastern European Time (UTC+2) Eastern European Summer Time (UTC+3) |
| Verde   | Ora di Mosca (UTC+3)                                               |

Central European Summer Time (Orario Estivo dell'Europa Centrale), indicato con acronimo CEST, è uno dei nomi del fuso orario dell'Europa centrale, nel periodo e per quei Paesi che introducono l'ora legale estiva.
Il suo time offset è UTC+2, mentre quando è in vigore l'ora solare si fa riferimento al Central European Time, UTC+1; dal 1996 entra in vigore ogni anno a partire dall'1:00 UTC dell'ultima domenica di marzo e termina alle ore 1:00 UTC dell'ultima domenica di ottobre.
CEST ha sostituito il termine MEST (Middle European Summer Time) che di fatto esprime lo stesso concetto ma è ormai considerato obsoleto.

## Stati coinvolti
I seguenti Stati e territori usano l'ora legale estiva CEST:
- Albania
- Andorra
- Austria
- Belgio
- Bosnia ed Erzegovina
- Città del Vaticano
- Croazia
- Danimarca
- Francia (metropolitana)
- Germania
- Gibilterra
- Italia
- Liechtenstein
- Lussemburgo
- Macedonia del Nord
- Malta
- Monaco
- Montenegro
- Norvegia
- Paesi Bassi (metropolitani)
- Polonia
- Rep. Ceca
- San Marino
- Serbia
- Slovacchia
- Slovenia
- Spagna (comprese le città africane di Ceuta e Melilla, ma non le Canarie)
- Svezia
- Svizzera
- Ungheria